# Gott ist unsre Zuversicht
Gott ist unsre Zuversicht (BWV 197) ist eine Kirchenkantate von Johann Sebastian Bach.

## Geschichte
1728 komponierte Bach in Leipzig eine Weihnachtskantate, Ehre sei Gott in der Höhe (BWV 197.1) die er 1736/37 in diese Hochzeitskantate überarbeitete. Satz 5 ist eine Choralstrophe von Martin Luther, der letzte Satz stammt von Georg Neumark; die Urheberschaft des Rests des Textes ist anonym.

## Besetzung und Aufbau
Die Kantate ist für drei Solisten (Sopran, Alt und Bass) und einen vierstimmigen Chor geschrieben. Besetzt ist es von drei Trompeten, Pauken, zwei Oboen, zwei Oboe d’amores, einem Fagott, zwei Violinen, einer Bratsche und dem Generalbass.
Die zehn Sätze des Werks sind in zwei Teile zu je fünf Sätzen unterteilt, die vor und nach der Hochzeitspredigt aufgeführt werden.
Teil 1
1. Chorus: Gott ist unsre Zuversicht
2. Rezitativ (Bass): Gott ist und bleibt der beste Sorger
3. Arie (Alt): Schläfert allen Sorgenkummer
4. Rezitativ (Bass): Drum folget Gott und seinem Triebe
5. Choral: Du süße Lieb, schenk uns deine Gunst

Teil 2
1. Arie (Bass): O du angenehmes Paar
2. Rezitativ (Sopran): So wie es Gott mit dir
3. Arie (Sopran): Vergnügen und Lust
4. Rezitativ (Bass): Und dieser frohe Lebenslauf
5. Choral: So wandelt froh auf Gottes Wegen.

## Musik
Der Eröffnungssatz ist ein Chor in Da-capo-Form mit einer markanten Trompete und einer aktiven Violinenlinie. Die Sänger verwenden Fugen. Das Bassrezitativ ist als Secco-Rezitativ geschrieben und „auf eine Melodie von fast kindlicher Naivität und Einfachheit eingestellt“. Die Struktur der Alt-Arie kombiniert Elemente der Da-capo- und der Ritornell-Form. Die Instrumentation der Einleitung kehrt nicht vollständig zurück und die Reprise unterscheidet sich erheblich von der Eröffnung. Der vierte Satz ist ein Bassrezitativ mit Akkordstreichern. Der Abschnitt schließt mit einer vierteiligen Fassung der Choralmelodie mit unterschiedlichen Phrasenlängen.
Der zweite Abschnitt beginnt mit einer Bass-Arie, die „eine Klangfülle hat, die ihresgleichen sucht“. Bach griff hier im Parodieverfahren auf eine Alt-Arie der Kantate BWV 197 a als Vorlage zurück. Ein zweiteiliges Sopran-Rezitativ führt zu einer Arie im Stil eines Siciliano, die in BWV 197 a für Bass geschrieben war; hier wird sie von einem Sopran gesungen. Der vorletzte Satz ist ein Bassrezitativ mit Akkordoboen und dazwischenliegenden Streichern. Der Schlusschoral ist relativ einfach und in Moll gehalten.

## Aufnahmen (Auswahl)
- Max van Egmond, Wiener Sängerknaben, Concentus Musicus Wien, dirigiert von Nikolaus Harnoncourt. Aufgenommen 1967. Telefunken SAWT-9539 / Telefunken 6.41101 / Teldec 0630-12321-2
- Gächinger Kantorei Stuttgart, Württembergisches Kammerorchester Heilbronn, dirigiert von Helmuth Rilling. Aufgenommen 1984. Die Bach Kantate Vol. 66. Hänssler Verlag 98.828 / Hänssler 92.059
- Holland Boys Choir, Netherlands Bach Collegium, dirigiert by Pieter Jan Leusink. Aufgenommen 2000. Bach Edition Vol. 19. Brilliant Classics 99378
- Amsterdam Baroque Orchestra & Choir, dirigiert von Ton Koopman. Aufgenommen in 2002–2003. J.S. Bach: Complete Cantatas Vol. 21. Antoine Marchand, 2006